# Tadtad
Tadtad, oficialmente Sagrado Corazon Señor (SCS), é uma organização etno-nacionalista cristã de extrema-direita nas Filipinas que também opera como uma organização paramilitar. É frequentemente caracterizada como um culto.

## História
Tadtad (oficialmente Sagrado Corazon Señor) foi fundada em 1972 em Initao, Misamis Oriental por Sagrado Sade Jr.

## Crenças e ritos
Um candidato que desejasse ingressar no Tadtad tinha que passar por um rito de iniciação. A parte interna do braço teve que ser golpeada com uma espada afiada pelo menos 12 vezes. Caso o indivíduo não apresente qualquer corte visível, o candidato é considerado apto para se tornar membro; se a espada fez um corte, é considerado um sinal de que o requerente tem um lado sombrio e, portanto, inapto para ingressar.
Os integrantes do grupo tratam seu fundador Sagrado Sade Jr. com grande reverência e o chamam de Papa Sagrado. Os membros oram a Sade de forma semelhante, de uma forma que os católicos romanos pedem intercessão através de seus santos. De acordo com o Tadtad, quando Sade foi batizado ainda criança, o padre sentiu "algo sagrado" no bebê que o levou a ser chamado de "Sagrado" (Sade deveria se chamar "Ramonito"). Sade cresceu e se tornou um curandeiro e ganhou reputação em Mindanao depois de supostamente ter curado muitos antes de fundar o Tadtad.
Muitos membros também são católicos romanos e vão às igrejas convencionais e observam os feriados religiosos relevantes, apesar de sua afiliação ao Tadtad. Os membros do Tadtad realizam observâncias adicionais que os diferenciam da corrente principal do catolicismo romano. Eles oram sozinhos a cada três horas e às sextas-feiras se reúnem em sua capela para orar juntos. Eles consideram atos como fumar, consumir bebidas alcoólicas e jogar como pecaminosos.
Os Tadtad também são conhecidos pelo uso de amuletos, juntamente com suas orações e fé, para se protegerem de lesões corporais, incluindo aquelas causadas por balas.

## Atividade armada
O Tadtad lutou contra o Novo Exército Popular, bem como perseguiu supostos membros e simpatizantes do grupo rebelde comunista. Também lutaram contra os rebeldes moros na década de 1970.
O Exército Filipino e um grupo dissidente do Tadtad chamado Espírito de Deus Cristão tiveram um confronto armado em Pangantucan, Bukidnon, em 11 de agosto de 2000. Os combates ocorreram depois que soldados filipinos tentaram cumprir um mandado de prisão contra seu líder Alfredo Opciona por acusações de tentativa de homicídio. O incidente causou a morte de dezesseis membros do Tadtad, três membros do grupo auxiliar do exército e um civil.

## Nota
- Este artigo foi inicialmente traduzido, total ou parcialmente, do artigo da Wikipédia em inglês cujo título é «Tadtad».